# Атила Керекеш
Атила Керекеш (мађ. Attila Kerekes; Будимпешта, 21. септембар 1948 — 3. април 2024) био је мађарски фудбалер који је играо на професионалном и међународном нивоу као играч одбране.

## Каријера

### Клуб
Рођен у Будимпешти, Керекеш је играо клупски фудбал у Мађарској и Турској за Бекешчабу и Бурсаспор.
Од 1974. играо је у мађарској првој лиги као члан Елере Спартакуса из Бекешчабе, где је био један од најодлучнијих играча тима. Био је добро грађен, веома чврст дефанзивац, популаран играч у Вихаршароку. Играо је само у тиму Бекешчабе у Мађарској. Најбољи резултати су му шесто место у првенству (1984/1985) и два полуфинала купа (1981/1982), (1982/1983). Играо је две године у турској лиги, а затим је каријеру завршио у аустријској нижој лиги.

### Репрезентација
Играо је 15 утакмица за национални тим Мађарске између 1976. и 1984. године , представљајући их на Светском првенству у фудбалу 1982.